# Riwoqê
Riwoqê, Riwoche lub Leiwuqi (tyb. རི་བོ་ཆེ་རྫོང་, Wylie: ri bo che rdzong, ZWPY: Riwoqê Zong; chiń. upr. 类乌齐县; pinyin Lèiwūqí Xiàn) – powiat we północno-wschodniej części  Tybetańskiego Regionu Autonomicznego, w prefekturze Qamdo. W 1999 roku powiat liczył 39 683 mieszkańców.